# 二重連鎖木

六分木を二重連鎖木で表現した物

トライ木を二重連鎖木で実装した物。縦の矢印は子ポインタを表現し、横の点線の矢印は兄弟ポインタを表現する。

二重連鎖木（にじゅうれんさぎ、英: doubly chained tree）や左-子，右-兄弟表現（英: left-child, right-sibling representation）や子-兄弟表現（英: child-sibling representation）や filial-heir chain とは、多分木を、直接子ノードのポインタの集合で管理するのではなく、子ノード1つと兄弟ノード1つのポインタで管理する方法。つまり多分木を二分木に変換する。1963年に Edward H. Sussenguth が発表した。
ノード n の k 番目の子供を取得するには、以下のように行う。ノードは child と next-sibling を保持している。
```
procedure
 kth-child(n, k):
    child ← n.child
    
while
 k ≠ 0 
and
 child ≠ nil:
        child ← child.next-sibling
        k ← k − 1
    
return
 child  // nil を返す場合もある
```

## 参照
1. ↑  T. コルメン; R. リベスト; C. シュタイン; C. ライザーソン (2013). アルゴリズムイントロダクション. ISBN 978-4764904088
2. ↑  Fredman, Michael L.; Sedgewick, Robert; Sleator, Daniel D.; Tarjan, Robert E. (1986). “The pairing heap: a new form of self-adjusting heap”. Algorithmica 1 (1):  111–129. doi:10.1007/BF01840439.
3. ↑  binary tree representation of trees
4. ↑  Sussenguth, Edward H. (1963). “Use of tree structures for processing files”. Communications of the ACM 6 (5):  272–279. doi:10.1145/366552.366600.